# إيزابيلا بيثام
كانت إيزابيلا بيثام فنانة صور ظليلة بريطانية من القرن الثامن عشر. بدأت مسيرتها المهنية بقص صور الظل. بعد دراستها الرسم مع رسام البورتريه المصغر الناجح جون سمارت، رسمت بيثام صورًا ظلية لتُؤطر أو تُصنع مصغرات للمجوهرات. بين عامي 1785 و1809، كان لديها استديو في شارع فليت 27 في لندن، حيث أنتجت صور ظليلة للرجال والنساء. تعتبر واحدة من فناني الصور الظليلة العظام في القرن الثامن عشر، إلى جانب جون ميرز.

## حياتها الشخصية
ولدت إيزابيلا روبنسون بين عامي 1750 و1754. كانت عائلتها من الروم الكاثوليك واليعاقبة. حمل كل من والدها وجدها اسم جون روبنسون. كان والد إيزابيلا من سيدجفيلد، دورهام وجدها، الذي كان معماريًا وبانيًا، من لانكستر، لانكشاير.
هربت مع إدوارد بيثام في أوائل سبعينيات القرن الثامن عشر، بعد أن التقت به مبكرًا في عام 1773. في وقت لقائهما، استخدم اسم عائلته الأصلي، بيثام. وُلد إدوارد بيثام في عام 1744، وُيُقدّر أن يكون أكبر من زوجته بعشر سنوات على الأقل. كان إدوارد الأكبر بين أخيه ويليام وأخواته. وُلد إدوارد وويليام في منزل لونغ في ليتل ستريكلاند. ترعرع كل من إدوارد وإيزابيلا في عائلات ثرية لم توافق على هروب الثنائي معًا وزواجهما سرًا. انقطع أي دعم مالي نتيجة لذلك. عرف إدوارد كممثل، وهي مهنة اعتبرت دنية المستوى «ومنبوذة». نتيجة لقراره بالتمثيل والزواج من امرأة من ديانة مختلفة، غير إدوارد اسم عائلته إلى بيثام لتجنب إحراج والديه. عمل إدوارد في مسرح سادلرز ويلز في لندن ومسرح هايماركت. اخترع ستارة قابلة للرفع موزونة للمسرح لتجنب اشتعال الستائر بسبب الشموع المستخدمة في الإضاءة الأمامية. بما أنه لم يمتلك المال للحصول على براءة اختراع، لم يستفد من اختراعه الذي استخدم على نطاق واسع. لاحقًا، أصبح مخترعًا ورجل أعمال ناجحًا. كان لعائلة بيثام ستة أطفال. ولدت الطفلة الأكبر جين، حوالي عام 1773، تليها ويليام، وُلد في عام 1774. بعد ولادة الطفل الثاني، تصالح إدوارد مع والديه. أطفالهم التاليون هم هارييت، تشارلز، سيسيليا، وألفريد.
عاشت العائلة في كاو لين، كليركنويل، لندن ثم في ليتل كوين ستريت، هولبورن، لندن. أنتج إدوارد وإيزابيلا عرض دمى في عامي 1775 و1780. أنتجت إيزابيلا صورة مصدرة مع بورتريه نقش تظليلي لإدوارد، مع صور تعكس «الضحك»، «والجدية»، «والبؤس».
أسست عائلة بيثام مسكنها وأعمالها في 26 و27 شارع فليت في عام 1785. في القرن الثامن عشر، ضمت المنطقة الناشرين والنقاشين ومحال الكتب، والمنازل ذات الواجهات المثلثة الجذابة. في شارع فليت، استضافت عائلة بيثام الفنان جون أوبي، والكاتب ويليام جودوين، والناشر جون موراي، وليدفورد بيلامي، والشاعر جورج داير، والدكتور بريستلي، والفنان جون سمارت، والأدميرال ويليام وإليزابيث (بيثام) بلاي، التي كانت من الأقارب. أعطت دروسًا لأميليا ألدرسون، التي كانت أيضًا ضمن دائرة أصدقائها. صنعت بورتريه ظلي لها في عام 1794. ذكر تشارلز لامب أنها كانت امرأة دافئة وكريمة وبوهيمية بعض الشيء.
انتقلت عائلة بيثام إلى منزل جميل مع ثلاث واجهات مثلثة في شارع تشانسري، بالقرب من شارع فليت، لاستيعاب العائلة المتنامية. هدم المنزل عندما تم توسيع الشارع حول نهاية القرن.

## نشأتها
طورت إيزابيلا موهبة في صنع الصور الظليلة، التي كانت تُسمى في البداية بالملامح والظلال، وهي عبارة عن مخطط صلب لصورة. في البداية، صنعت بيثام البورتريهات بقص الصور على البطاقات والورق. أضافت بعدها التفاصيل، مثل الكشكشة، على الصورة الظليلة بشقوق صغيرة. تميز عملها بشكل روتيني بإنهاء خط الصدر الذي يميز عملها عن أعمال فنانين آخرين. كان للنساء تسريحات شعر وقبعات نموذجية لتلك الفترة الزمنية؛ الرجال كان لديهم ربطات عنق بدون عقد.